# Maria José di Braganza
Maria José di Braganza (portoghese: Maria José Joana Eulália Leopoldina Adelaide Isabel Carolina Micaela Rafaela Gabriela Francisca de Assis e de Paula Inês Sofia Joaquina Teresa Benedita Bernardina; Bronnbach, 19 marzo 1857 – Monaco di Baviera, 11 marzo 1943) nata infanta di Portogallo, divenne duchessa in Baviera per matrimonio.

## Biografia

### Infanzia

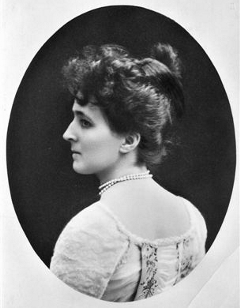
Maria José di Braganza da ragazza

Suo padre era Michele del Portogallo, re deposto del Portogallo, figlio del re Giovanni VI del Portogallo e della regina Carlotta Gioacchina di Borbone-Spagna, nata infanta di Spagna; sua madre era la principessa Adelaide di Löwenstein-Wertheim-Rosenberg, figlia del principe Costantino di Löwenstein-Wertheim-Rosenberg e della principessa Agnese di Hohenlohe-Langenburg.
Fu nonna materna di Maria José del Belgio, ultima regina d'Italia.

### Matrimonio

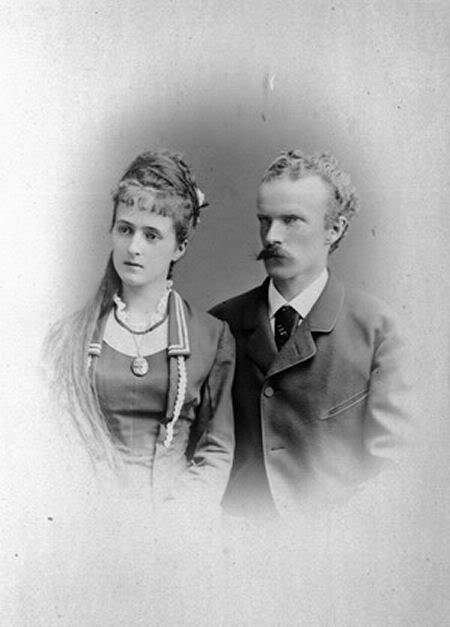
Maria José di Braganza con il marito Carlo Teodoro, duca in Baviera

Sposò il 29 aprile 1874 Carlo Teodoro, duca in Baviera, discendente del ramo cadetto dei Wittelsbach. Carlo Teodoro era vedovo della principessa Sofia di Sassonia e da lei aveva avuto una figlia, Maria Amelia.
Nonostante la notevole differenza di età, il matrimonio tra Maria José e Carlo Teodoro fu molto felice. Lei fu attratta dalla personalità carismatica del marito, persona molto colta e raffinata, e anche musicista di talento, apprezzandone soprattutto l'intelligenza. Carlo Teodoro non si interessò mai di politica e tutta la sua vita fu dedicata alla medicina. Rinomato oftamologo, fondò numerose cliniche, che ancora oggi portano il suo nome, dove curò gratuitamente persone bisognose di qualunque ceto.

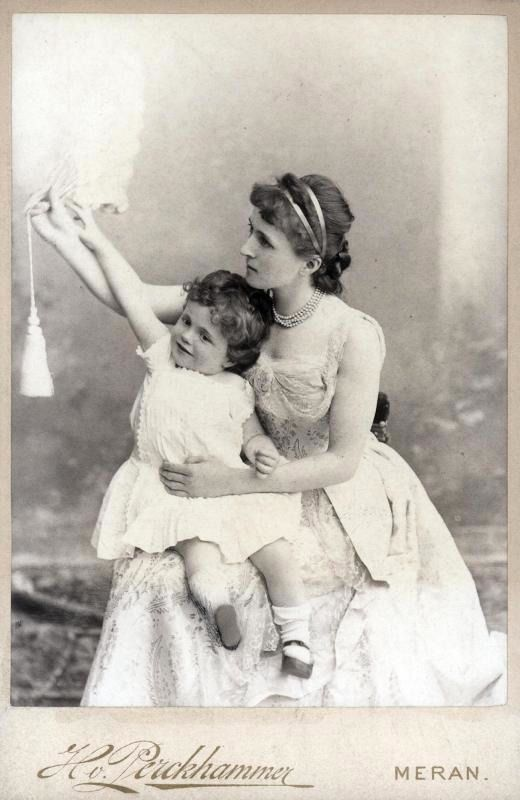
L'Infanta con una delle figlie

Maria José portò nella sua nuova famiglia tutto il calore e la spontaneità tipici delle persone del sud. Seppe comprendere, con il tatto innato che possedeva, la mentalità dei componenti della famiglia del marito, che erano allo stesso tempo romantici ed eccentrici.
Profondamente religiosa e praticante, sovrintese con severità all'educazione delle figlie, cercando di inculcare in loro un forte senso del dovere e di rispetto per le tradizioni e le convenzioni sociali. Con i figli maschi fu più indulgente.

### Morte

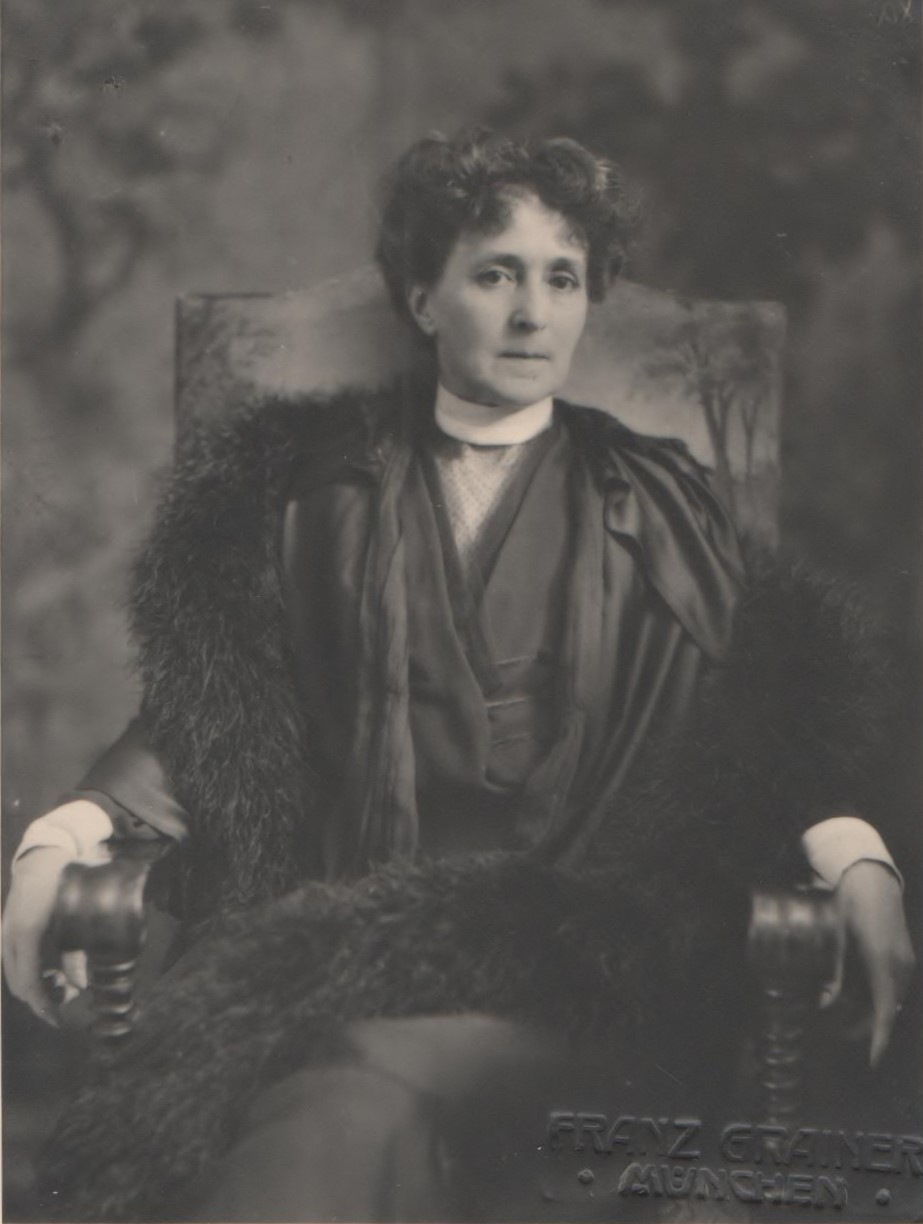
Maria José in tarda età

Morì l'11 marzo 1943, durante la Seconda guerra mondiale a Possenhofen, casa di famiglia, dove Hitler, con una eccezionale concessione, le permise di abitare negli ultimi anni della sua vita.

## Discendenza
Dal suo matrimonio nacquero:

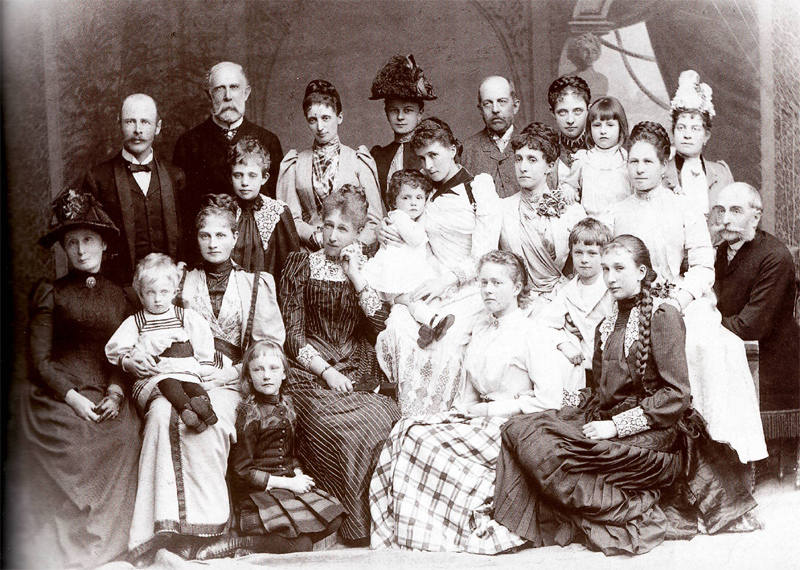
La famiglia di Maria Josè di Braganza

- Sofia Adelaide, nata il 22 febbraio del 1875 e morta il 4 settembre del 1957; sposò nel 1898 Hans Veit Graf zu Toering-Jettenbach (1862-1929);
- Elisabetta, nata il 25 luglio del 1876 e morta il 23 novembre del 1965; sposò nel 1900 Alberto I del Belgio (1875-1934);
- Maria Gabriella, nata il 9 ottobre del 1878 e morta il 24 ottobre del 1912; sposò nel 1900 Rupprecht di Baviera (1869-1955);
- Luigi Guglielmo, nato il 17 gennaio del 1884 e morto il 5 novembre del 1968;
- Francesco Giuseppe, nato il 23 marzo del 1888 e morto il 23 settembre del 1912.

## Ascendenza
|                                                                  |                                                          |                                                                | Genitori                                  |  |  | Nonni |  |  | Bisnonni                  |  |  | Trisnonni                 |  |
|                                                                  |                                                          |                                                                |                                           |  |  |       |  |  | Pietro III del Portogallo |  |  | Giovanni V del Portogallo |  |
|                                                                  |                                                          |                                                                |                                           |  |  |       |  |  | Pietro III del Portogallo |  |  | Giovanni V del Portogallo |  |
|                                                                  |                                                          | Maria Anna d'Austria                                           |                                           |  |  |       |  |  | Pietro III del Portogallo |  |  |                           |  |
| Giovanni VI del Portogallo                                       |                                                          |                                                                |                                           |  |  |       |  |  | Pietro III del Portogallo |  |  |                           |  |
|                                                                  |                                                          | Maria I del Portogallo                                         | Giuseppe I del Portogallo                 |  |  |       |  |  |                           |  |  |                           |  |
|                                                                  |                                                          | Maria I del Portogallo                                         | Giuseppe I del Portogallo                 |  |  |       |  |  |                           |  |  |                           |  |
|                                                                  |                                                          | Maria I del Portogallo                                         | Marianna Vittoria di Borbone-Spagna       |  |  |       |  |  |                           |  |  |                           |  |
| Michele del Portogallo                                           |                                                          | Maria I del Portogallo                                         |                                           |  |  |       |  |  |                           |  |  |                           |  |
|                                                                  |                                                          | Carlo IV di Spagna                                             | Carlo III di Spagna                       |  |  |       |  |  |                           |  |  |                           |  |
|                                                                  |                                                          | Carlo IV di Spagna                                             | Carlo III di Spagna                       |  |  |       |  |  |                           |  |  |                           |  |
|                                                                  |                                                          | Carlo IV di Spagna                                             | Maria Amalia di Sassonia                  |  |  |       |  |  |                           |  |  |                           |  |
| Carlotta Gioacchina di Borbone-Spagna                            |                                                          | Carlo IV di Spagna                                             |                                           |  |  |       |  |  |                           |  |  |                           |  |
|                                                                  |                                                          | Maria Luisa di Borbone-Parma                                   | Filippo I di Parma                        |  |  |       |  |  |                           |  |  |                           |  |
|                                                                  |                                                          | Maria Luisa di Borbone-Parma                                   | Filippo I di Parma                        |  |  |       |  |  |                           |  |  |                           |  |
|                                                                  |                                                          | Maria Luisa di Borbone-Parma                                   | Elisabetta di Borbone-Francia             |  |  |       |  |  |                           |  |  |                           |  |
| Maria José di Braganza                                           |                                                          | Maria Luisa di Borbone-Parma                                   |                                           |  |  |       |  |  |                           |  |  |                           |  |
|                                                                  | Carlo Tommaso, Principe di Löwenstein-Wertheim-Rosenberg | Domenico Costantino, Principe di Löwenstein-Wertheim-Rochefort |                                           |  |  |       |  |  |                           |  |  |                           |  |
|                                                                  | Carlo Tommaso, Principe di Löwenstein-Wertheim-Rosenberg | Domenico Costantino, Principe di Löwenstein-Wertheim-Rochefort |                                           |  |  |       |  |  |                           |  |  |                           |  |
|                                                                  | Carlo Tommaso, Principe di Löwenstein-Wertheim-Rosenberg | Maria Leopoldina di Hohenlohe-Bartenstein                      |                                           |  |  |       |  |  |                           |  |  |                           |  |
| Costantino, Principe Ereditario di Löwenstein-Wertheim-Rosenberg | Carlo Tommaso, Principe di Löwenstein-Wertheim-Rosenberg |                                                                |                                           |  |  |       |  |  |                           |  |  |                           |  |
|                                                                  |                                                          | Sofia di Windisch-Grätz                                        | Giuseppe Nicola di Windisch-Grätz         |  |  |       |  |  |                           |  |  |                           |  |
|                                                                  |                                                          | Sofia di Windisch-Grätz                                        | Giuseppe Nicola di Windisch-Grätz         |  |  |       |  |  |                           |  |  |                           |  |
|                                                                  |                                                          | Sofia di Windisch-Grätz                                        | Leopoldina di Arenberg                    |  |  |       |  |  |                           |  |  |                           |  |
| Adelaide di Löwenstein-Wertheim-Rosenberg                        |                                                          | Sofia di Windisch-Grätz                                        |                                           |  |  |       |  |  |                           |  |  |                           |  |
|                                                                  |                                                          | Carlo Ludovico I di Hohenlohe-Langenburg                       | Cristiano Alberto di Hohenlohe-Langenburg |  |  |       |  |  |                           |  |  |                           |  |
|                                                                  |                                                          | Carlo Ludovico I di Hohenlohe-Langenburg                       | Cristiano Alberto di Hohenlohe-Langenburg |  |  |       |  |  |                           |  |  |                           |  |
|                                                                  |                                                          | Carlo Ludovico I di Hohenlohe-Langenburg                       | Carolina di Stolberg-Gedern               |  |  |       |  |  |                           |  |  |                           |  |
| Agnese di Hohenlohe-Langenburg                                   |                                                          | Carlo Ludovico I di Hohenlohe-Langenburg                       |                                           |  |  |       |  |  |                           |  |  |                           |  |
|                                                                  |                                                          | Amalia Enrichetta di Solms-Baruth                              | Giovanni Cristiano II di Solms-Baruth     |  |  |       |  |  |                           |  |  |                           |  |
|                                                                  |                                                          | Amalia Enrichetta di Solms-Baruth                              | Giovanni Cristiano II di Solms-Baruth     |  |  |       |  |  |                           |  |  |                           |  |
|                                                                  |                                                          | Amalia Enrichetta di Solms-Baruth                              | Federica di Reuss-Köstritz                |  |  |       |  |  |                           |  |  |                           |  |
|                                                                  |                                                          | Amalia Enrichetta di Solms-Baruth                              |                                           |  |  |       |  |  |                           |  |  |                           |  |